# Gabriele Reuter
Pour les articles homonymes, voir Reuter.
Gabriele Reuter, née le 8 février 1859 à Alexandrie et morte le 16 novembre 1941 à Weimar, est une écrivaine allemande.
Gabriele Reuter, qui est largement lue de son vivant mais qui est depuis presque oubliée, est encore connue pour son roman Aus guter Familie, 1895, sous-titré Leidensgeschichte eines Mädchens, qui décrit une jeune femme de l'ère wilhelmine. Ses romans Ellen von der Weiden (1900), le recueil de nouvelles Frauenseelen (1901) et le roman Der Amerikaner (1907), ont été des best-sellers.

## Biographie
Gabriele Reuter est née le 8 février 1859 en Égypte à Alexandrie (qui fait alors partie de la Province ottomane d'Égypte), où son père est commerçant dans le secteur du textile. Elle est une arrière-petite-fille du poète Philippine Engelhard. Elle passe son enfance en partie avec les parents de sa mère à Dessau (1864-1869), en partie à Alexandrie (1869-1872). Après le retour de la famille en Allemagne en 1872, son père meurt. La famille perd ensuite toute sa fortune, en raison de la récession générale du système commercial international, provoquant la dissolution de l'entreprise de son père, et ils déménagent dans un petit appartement à Neuhaldensleben.
Elle a la responsabilité de ses jeunes frères et de sa mère, de plus en plus dépressive, ce qui la conduit à devenir inhabituellement indépendante à un âge précoce. Les problèmes financiers l'ont également amenée, en tant que jeune femme, à utiliser son talent d'écrivain comme source de revenus. En 1875/76, ses premières publications littéraires paraissent dans les journaux locaux. Celles-ci sont suivies de romans. L'argent que Gabriele Reuter gagne grâce à ces publications finance le déménagement de sa famille à Weimar en 1880, où elle tente de s'établir en tant que jeune écrivain. Vers la fin des années 1880 ou au début des années 1890, elle se rend pour la première fois de manière indépendante à Berlin, Vienne et Munich, à diverses conférences d'écrivains, et fait connaissance avec d'autres artistes de l'époque, parmi lesquels l'anarchiste et poète John Henry Mackay, avec qui elle est liée de longue date, et Henrik Ibsen.
En 1890, Gabriele Reuter s'installe avec sa mère à Munich, souhaitant faire partie du mouvement littéraire proche de ce qui est appelé en France la Bohème. Elle assiste à la cérémonie de fondation de la « Gesellschaft für modernes Leben (de) » de Michael Georg Conrad (de). Selon son autobiographie, Vom Kinde zum Menschen (1921), c'est là qu'elle a eu l'idée de son roman à succès Aus guter Familie. En 1891, sa mère tombe malade et elle est forcée de retourner avec elle à Weimar. Là, elle établit un nouveau cercle d'amis (dont Hans Olden (de) et son épouse Grete, Rudolf Steiner et Eduard von der Hellen (de)), et lit les écrits de Friedrich Nietzsche, Arthur Schopenhauer et Ernst Haeckel. Elle fait la connaissance de l'organisation Freie Bühne Berlin (de) à Berlin et du Friedrichshagener Dichterkreis (de) et d'autres écrivains dont Gerhart Hauptmann, Otto Erich Hartleben (de), Ernst von Wolzogen et, par l'intermédiaire de Mackay, l'éditeur Samuel Fischer (de), qui, à la fin de 1895, publie son roman Aus guter Familie [issue de bonne famille].
Le roman est un succès et suscite des débats,. Gabriele Reuter devient célèbre du jour au lendemain. La même année, elle déménage avec sa mère à Munich, car l'un de ses frères commence à y exercer la médecine. Le 28 octobre 1897, elle accouche à Erbach (Wurtemberg) de sa fille illégitime Elisabeth (Lili). Le père est Bruno Ruttenaüer (qui n'est pas une connaissance connue de Gabriele Reuter), fait qui est révélé dans un article de Ulrich Hauer (de). Les lois raciales de l'Allemagne nazie exigeaient la divulgation de tous les ancêtres d'Elisabeth, et cette paternité est inscrite au bureau d'enregistrement des naissances d'Erbach. Les circonstances de sa grossesse et de son accouchement d'un enfant illégitime ont peut-être inspiré son roman Das Tränenhaus.
En 1899, elle s'installe à Berlin. Au cours des trente années qu'elle y vit, elle publie de nombreux romans, nouvelles, livres pour enfants et essais qui reprennent le thème du genre et des conflits générationnels. Gabriele Reuter est félicitée pour ses belles représentations psychologiques et est considérée comme une Dichterin der weiblichen Seele (poète de l'âme féminine). Son roman Das Tränenhaus (1908), dans lequel elle décrit les conditions de vie dans un foyer pour femmes enceintes non mariées, provoque un nouveau scandale. Après la Première Guerre mondiale, elle travaille comme chroniqueuse pour la Neue Freie Presse et dans ses dernières années comme critique pour le New York Times. Son autobiographie Vom Kinde zum Menschen, Die Geschichte meiner Jugend publiée en 1921 renoue avec ses premiers succès. En 1929, elle retourne à Weimar, où elle meurt en 1941.

## Œuvres

### Romans
- Glück und Geld, Roman aus dem heutigen Egypten, Friedrich, Leipzig 1888.
- Kolonistenvolk, Roman aus Argentinien, Friedrich, Leipzig 1891, (Enßlin & Laiblin, Reutlingen 1926)
- Aus guter Familie, Leidensgeschichte eines Mädchens, Fischer, Berlin 1895 ; réédition : Aus guter Familie, Leidensgeschichte eines Mädchens, Studienausgabe mit Dokumenten, 2 vol., TransMIT, Marburg 2006,  (ISBN 3-936134-19-7)
- Frau Bürgelin und ihre Söhne, Fischer, Berlin 1899.
- Ellen von der Weiden, Ein Tagebuch, Geyer, Wien 1900, Fischer, Berlin 1901 ; réédition : Ellen von der Weiden, Ein Tagebuch, Ullstein, Berlin, 1997,  (ISBN 3-548-24167-0)
- Margaretes Mission, 2 vol., DVA, Stuttgart 1904.
- Liselotte von Reckling, Fischer, Berlin 1903.
- Der Amerikaner, Fischer, Berlin 1907.
- Das Tränenhaus, Fischer, Berlin 1908, (Neubearbeitung 1926)
- Frühlingstaumel, Fischer, Berlin 1911.
- Ins neue Land, Ullstein, Berlin 1916.
- Die Jugend eines Idealisten, Fischer, Berlin 1917.
- Die Herrin, Ullstein, Berlin 1918.
- Benedikta, Seyfert, Dresden 1923.
- Töchter, Der Roman zweier Generationen, Ullstein, Berlin 1927.
- Irmgard und ihr Bruder, Deutsche Buch-Gemeinschaft (de), Berlin, 1930.
- Vom Mädchen, das nicht lieben konnte, Ullstein, Berlin, 1933.

### Nouvelles
- Episode Hopkins, Zu spät, Zwei Studien, Pierson, Dresden 1889 ; réédition Episode Hopkins, Zwei Novellen, Fischer, Berlin 1897.
- Der Lebenskünstler, Novellen, Fischer, Berlin 1897.
- Frauenseelen, Novellen, Fischer, Berlin 1901.
- Gunhild Kersten, Novelle, DVA, Stuttgart 1904.
- Wunderliche Liebe, Novellen, Fischer, Berlin 1905.
- Eines Toten Wiederkehr und andere Novellen, Reclam, Leipzig 1908.
- Im Sonnenland, Erzählung aus Alexandrien, Hillger, Berlin 1914.
- Vom weiblichen Herzen, Novellen, Hillger, Berlin 1917.

### Essais et autobiographie
- John Henry Mackay, Eine litterarische Studie, in: Die Gesellschaft (de), 7, 1891, p. 1304–1314.
- Marie von Ebner-Eschenbach, Schuster & Loeffler, Berlin 1904.
- Annette von Droste-Hülshoff, Marquardt, Berlin 1906.
- Das Problem der Ehe, 1907.
- Liebe und Stimmrecht, Fischer, Berlin 1914, (in Auszügen wiederabgedruckt in: Emanzipation und Literatur, Fischer Taschenbuch, Frankfurt am Main 1984,  (ISBN 3-596-23747-5), p. 204–210)
- Der Krieg und die Mädchen, in: Scherls Jungmädchenbuch, Scherl, Berlin o. J. [1914], p. XI–XX.
- Vom Kinde zum Menschen, Die Geschichte meiner Jugend, Fischer, Berlin 1921.
- Grüne Ranken um alte Bilder, Ein deutscher Familienroman, Grote, Berlin 1937.

### Théâtre
- Ikas Bild, Lustspiel, 1894.
- Das böse Prinzeßchen, Ein Märchenspiel für Kinder in drei Aufzügen, Fischer, Berlin 1905.

### Livres pour la jeunesse
- Sanfte Herzen, Ein Buch für junge Mädchen, Fischer, Berlin 1909.
- Was Helmut in Deutschland erlebte, Eine Jugendgeschichte, Perthes, Gotha 1917.
- Großstadtmädel, Jugendgeschichten, Ullstein, Berlin 1920.
- Das Haus in der Antoniuskirchstraße, Abel & Müller, Leipzig 1927.
- Grete fährt ins Glück, Weise, Berlin 1935.